# Lose
Lose（ルーズ）は、かつて存在した株式会社ボーントゥのアダルトゲームブランド。

## 特徴
公式サイト内にガイドラインを掲載しており、著作物の利用範囲を定めている。
同人利用には許可なく利用できるようになっている。
また、動画配信も体験版・製品版ともに制限なく可能となっている。
2020年11月28日、新規作品の制作停止を発表。2022年10月7日を以てLoseは解散。問い合わせフォームを残し公式サイトも閉鎖された。
同じボーントゥのブランドとして音声作品に特化した「Whisp」（成人向け）と、全年齢向けASMRブランド「RaRo」が存在しており、Lose解散後も活動を続けている。Loseの制作タイトルであるまいてつから派生したレヱル・ロマネスクはRaRoで展開されている。

## 騒動
2020年11月22日、アダルトゲームレビューサイト「ErogameScape -エロゲー批評空間-」から突然全Lose作品のデータおよびレビュー評価を削除させたとしてユーザーから猛烈な非難を浴びることとなった。原因は「『まいてつ Last Run!!』が評価が大きく割れる部分も含んだ作品となったことでユーザー同士が作品以外の部分で対立する事態を防ぐため」としており、24日に『まいてつ Last Run!!』のレビュー評価以外のデータは復旧されている。

## 作品
| # | 発売日         | タイトル                   | 原画 | シナリオ          | 備考                                                                 |
| - | -------------- | -------------------------- | ---- | ----------------- | -------------------------------------------------------------------- |
| 1 | 2010年7月23日  | ゴスデリ -GOTHIC DELUSION- | cura | 七海真咲          |                                                                      |
| 2 | 2012年4月27日  | ものべの                   | cura | 進行豹 詠野万知子 |                                                                      |
| 3 | 2016年3月25日  | まいてつ                   | cura | 進行豹            |                                                                      |
| 4 | 2020年10月30日 | まいてつ Last Run!!        | cura | 進行豹            | 前作「まいてつ」の内容にアフターストーリーを加えた仕様となっている。 |